# Tactical Sekt
Tactical Sekt est un groupe musical international d'aggrotech, actif dans les années 2000.

## Histoire
Tactical Sekt est formé par Anthony Mather en 2002-2003, qui avait une expérience de l'électro-industriel grâce à son groupe précédent, Aslan Faction. Lorsque Aslan Faction sort son dernier album, Sin-Drome of Separation en 2003, Anthony avait déjà quelques idées pour une musique plus dansante, à l'instar d'Hocico et de Suicide Commando. Tactical Sect commence à tourner régulièrement en même temps qu'Aslan Faction. Après qu'Aslan Faction cesse de se produire en concert et d'enregistrer de nouveaux morceaux, Mather décide de se consacrer au groupe Tactical Sekt. L'album Geneticide sort en mars 2003.
Peu de temps après la sortie de Geneticide, Tactical Sekt sort son album suivant, Burn Process,,,. La musique et l'atmosphère du groupe s'orientent définitivement vers l'Eurotrance. Au cours des années suivantes, Tactical Sekt se produit souvent en concert et fait des remixes pour d'autres groupes.
En avril 2006, un nouvel album voit le jour, Syncope. Normalement, l'album contient 12 titres. L'édition limitée comportait un deuxième disque contenant des chansons inédites, la plupart datant de la période d'enregistrement de l'album Geneticide.

## Discographie
- 2003 : Geneticide (NoiTekk)
- 2003 : Burn Process (NoiTekk)
- 2006 : Syncope (NoiTekk)